# Cour d'appel des États-Unis pour les forces armées
La Cour d'appel des États-Unis pour les forces armées (en anglais : United States Court of Appeals for the Armed Forces — abrégée dans les affaires judiciaires en C.A.A.F. ou USCAAF) est une cour d'appel du système judiciaire fédéral américain instituée en 1951 sur le fondement de l'article premier de la Constitution. La Cour est la juridiction d'appel mondiale sur les membres des forces armées des États-Unis en service actif et d'autres personnes soumises au Code uniforme de justice militaire. Elle est le troisième recours de la juridiction militaire après les cours martiales et les cours d'appels spécifiques aux corps de l'armée (Courts of Criminal Appeals).
La Cour juge des appels en accordant des certiorari. Elle est discrétionnaire, elle sélectionne les affaires, un jugement n'est accordé que si deux juges se saisissent de l'affaire. La saisie est automatique si la CCA demande l'exécution. Entre octobre 2020 et septembre 2021, sur les 365 demandes (dont 21 à caractère exceptionnel) déposées, seules 52 sont jugées par la CAAF. 
Les cinq juges sont nommés par le Président avec accord du Sénat pour un mandat de quinze ans. Les juges doivent être des civils et ne peuvent être nommés dans les sept ans qui suivent leurs services dans l'armée. Après le mandat, le juge a un statut dit senior et peut servir de remplacement.
Ses décisions peuvent être interjetées en appel auprès de la Cour suprême, qui dispose d'un pouvoir discrétionnaire quant aux affaires qu'elle souhaite entendre. Ses décisions peuvent être contestées de façon limitée dans les cours fédérales de district et la Cour fédérale des réclamations.

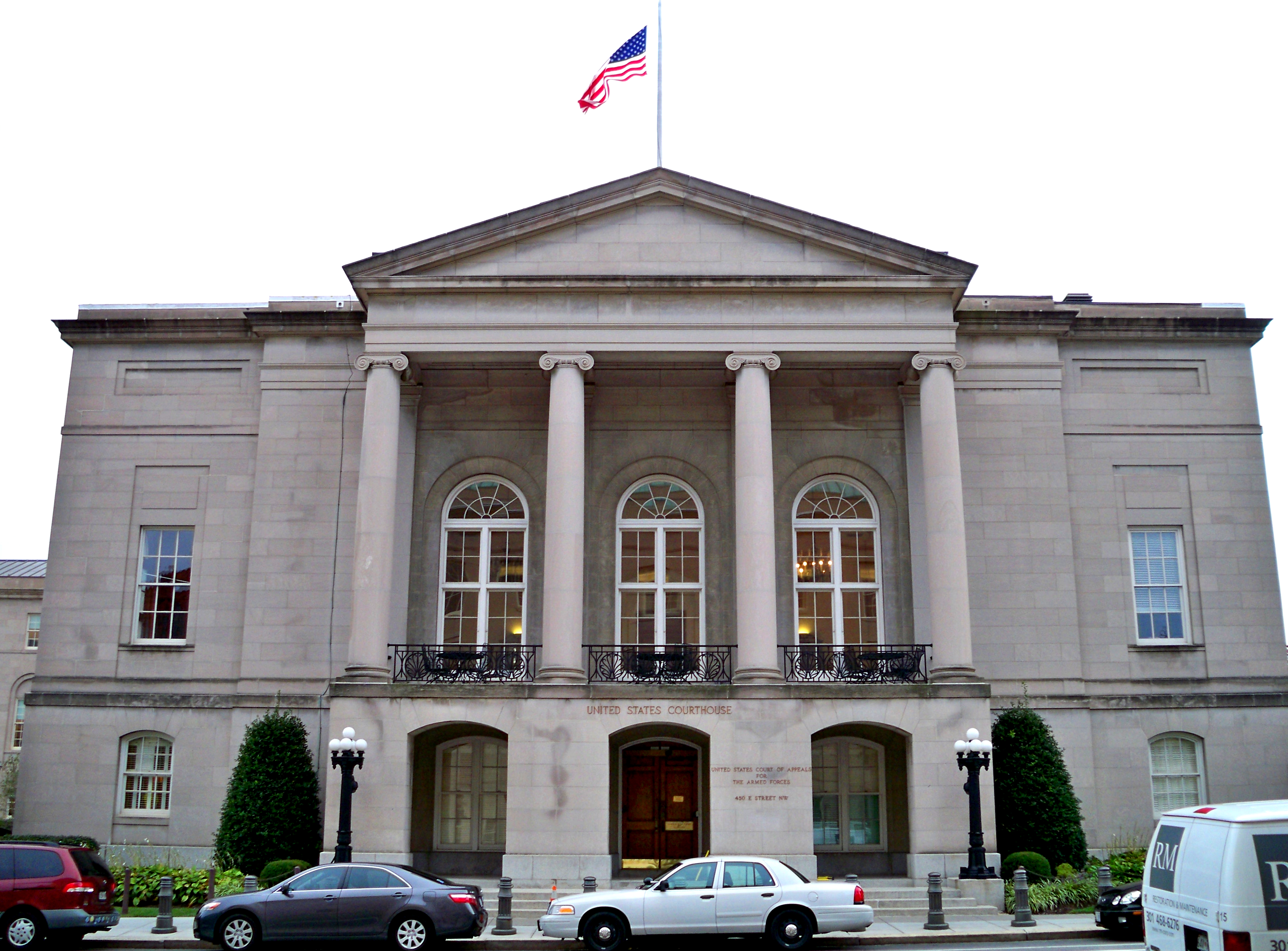
Tribunal de la Cour d'appel à Washington, D.C.